# Episodi di Neumatt (seconda stagione)
La seconda stagione della serie televisiva Neumatt è stata trasmessa in lingua originale sulla piattaforma streaming Play Suisse il 5 febbraio 2023.
A livello internazionale è stata distribuita sulla piattaforma streaming Netflix il 1º gennaio 2024.
| n° | Titolo originale | Titolo italiano         | Prima TV Svizzera | Pubblicazione Italia |
| -- | ---------------- | ----------------------- | ----------------- | -------------------- |
| 1  | Kuhhandel        | Commercio di cavalli    | 5 febbraio 2023   | 1º gennaio 2024      |
| 2  | Familienbetrieb  | Affari di famiglia      | 5 febbraio 2023   | 1º gennaio 2024      |
| 3  | Kraftprobe       | Prova di forza          | 5 febbraio 2023   | 1º gennaio 2024      |
| 4  | Tierwohl         | Benessere degli animali | 5 febbraio 2023   | 1º gennaio 2024      |
| 5  | Nachwuchs        | Prole                   | 5 febbraio 2023   | 1º gennaio 2024      |
| 6  | Alphatier        | Maschio alfa            | 5 febbraio 2023   | 1º gennaio 2024      |
| 7  | Muttererde       | Madre Terra             | 5 febbraio 2023   | 1º gennaio 2024      |
| 8  | Schlachthof      | Macello                 | 5 febbraio 2023   | 1º gennaio 2024      |

## Commercio di cavalli
- Titolo originale: Kuhhandel
- Diretto da: Andrea Staka
- Scritto da: Marianne Wendt

### Trama
Michi si è calato nella vita del contadino, riprendendo anche la vecchia relazione di gioventù con Döme. Neumatt però rischia di essere segnalata alle autorità per la mancanza di un gestore, ruolo in passato ricoperto dalla defunta Trudi e che Lorenz, non avendo ottenuto l'abilitazione, non può rivestire. Il deferimento della fattoria comporterebbe l'impossibilità di chiudere affari, peraltro in un momento in cui Lorenz avrebbe bisogno di denaro, dato che aspetta una figlia da Jesse. Purtroppo, i contadini della zona hanno fatto terra bruciata intorno ai Wyss dopo l'accordo al ribasso con la Berno, di cui Michi è considerato il responsabile. A guidare la fronda è Werner Fuchs, appena diventato presidente della cooperativa di raccolta del latte, a cui non intende ammettere Neumatt. Michi implora la madre di tornare in campagna a salvare Neumatt, ma Katharina sta costruendo la sua vita in città.
Andato con Döme in un locale notturno, Michi incontra la sua vecchia collega Elodie che adesso lavora per la Swissplus e lo vorrebbe proporre come team leader. Inizialmente Michi scarta l'idea di tornare alla vecchia vita da manager, ma l'approssimarsi della scadenza fissata per la denuncia lo induce ad accettare un contratto di sei settimane in prova. La Swissplus ha iniziato una guerra commerciale con la catena di supermercati Mega Markt, dove Katharina lavora come cassiera. Sarah continua ad avere problemi economici, tanto che le è stata staccata la corrente elettrica perché in ritardo con i pagamenti. Pressata da Michi che la considera la sola ancora di salvezza, Sarah accetta di essere gestore di Neumatt, tornando a vivere in fattoria e dettando le condizioni, a cominciare dal fatto che non intende svolgere lavoro fisico. Werner è furioso nel vedere la famiglia Wyss nuovamente unita, sfidandoli a ospitare la prossima asta.

## Affari di famiglia
- Titolo originale: Familienbetrieb
- Diretto da: Andrea Staka
- Scritto da: Marianne Wendt

### Trama
Un gruppo di attivisti ha denunciato le pessime condizioni in cui vengono allevate le mucche di un fornitore tedesco della Swissplus. Regula Kieser, la presidente della società, vuole che la faccenda resti sotto silenzio e chiede di trovare una soluzione in tempi brevi. Angie non è affatto entusiasta di tornare a vivere a Neumatt, temendo soprattutto di perdere il giro delle proprie amicizie. Anche Sarah fatica ad ambientarsi nella ripartizione degli spazi, ma dopo aver pareggiato una gara di mungitura contro Jesse, accetta di svolgere lavoro fisico. Michi viene invitato da Döme a giocare a polo, anche se non apprezza il fatto che il fidanzato abbia paura a rendere pubblica la loro relazione. Jesse suggerisce a Lorenz di convertire Neumatt al biologico, anche se Michi non era propenso a investire in un settore a scarsa redditività. Katharina conosce un uomo di nome Flo, con cui entra subito in sintonia.
Come da previsioni, Michi boccia l'idea del biologico perché afferma di avere un piano in grado di convincere il consorzio ad accettare Neumatt tra le proprie file. Al lavoro, Michi suggerisce una nuova strategia che punta a valorizzare i prodotti locali anziché quelli di importazione, così da differenziarsi dalla concorrenza. Sconfortato perché sente di non riuscire più a fare la differenza, Michi preleva una copia del filmato degli attivisti, caricandolo in rete da un account anonimo. Jesse mette in testa a Lorenz che Michi non è interessato al biologico, inducendolo a chiedere una consulenza all'insaputa del fratello. Sarah promette ad Angie che presto le comprerà un motorino. Döme presenta Michi come proprio fidanzato agli altri allevatori, in modo da aiutarlo a rientrare nelle loro grazie. Richiamato al lavoro per la diffusione del video, Michi spiega a Elodie che questo danno d'immagine offre l'occasione di sbarazzarsi di Morell, il responsabile della divisione food che si oppone ai loro progetti.

## Prova di forza
- Titolo originale: Kraftprobe
- Diretto da: Andrea Staka
- Scritto da: Ruth Rehmet

### Trama
Sarah inizia a dubitare della decisione di trasferirsi a Neumatt, accusando Michi di aver rinunciato alle proprie ambizioni in città soltanto per interesse personale. Mentre il video continua a spopolare in rete, Michi e il suo team hanno gioco facile nel convincere Regula a cambiare completamente linea, dando in pasto Morell alla stampa e costringendolo a dimettersi. Consapevole che c'è Michi dietro a questa mossa, Morell gli giura vendetta. Lorenz e Jesse compiono i primi passi per la conversione ecologica di Neumatt, acquistando un drone che manda su tutte le furie Michi. Döme ha il sospetto che la moglie Anna, da cui si sta separando, voglia allontanare da lui il figlio Luka per andare a vivere in Francia, tra l'altro proprio adesso che il bambino sta familiarizzando con Michi. Jesse sta meditando di passare a un'altra fattoria, dove potrebbe concretizzare i propri progetti, avendo capito che Lorenz non si metterà mai contro suo fratello.
Regula nomina Michi nuovo responsabile della divisione food al posto di Morell. Dalla nuova posizione Michi propone alla cooperativa di vendere i loro prodotti con un nuovo marchio, Simple, che riscuote successo tra i contadini. Quando però passa allo step successivo, vale a dire una certificazione di qualità degli animali, in molti iniziano a sfilarsi e Michi viene cacciato da Werner per avergli ricordato che ha dichiarato fallimento. Katharina e Flo diventano sempre più intimi, anche se la donna si rabbuia quando le viene chiesto della sua famiglia. Sarah si arrabbia con Angie quando la figlia, bramosa di denaro e di allontanarsi da Neumatt, le suggerisce di andare a chiedere soldi a Urs, tornato a vivere a Zurigo. Jesse fomenta Lorenz, sempre più insofferente verso la scarsa considerazione che i fratelli hanno per lui, a scioperare. Anna consegna a Döme la richiesta di divorzio e affidamento esclusivo di Luka. Contrariamente alle previsioni di Michi, gli animalisti stanno continuando a protestare e Regula gli ordina di trovare una soluzione.

## Benessere degli animali
- Titolo originale: Tierwohl
- Diretto da: Andrea Staka
- Scritto da: Ruth Rehmet

### Trama
Michi si trova in una situazione complessa. Alla fine, grazie alla mediazione di Sarah, i contadini hanno accettato di lanciare Simple. Tuttavia, l'accordo con Swissplus è bloccato dalle proteste degli animalisti, dato che Regula non intende approvare niente fintanto che non cesseranno. Inoltre, Michi sta facendo i salti mortali per mandare avanti Neumatt, stante lo sciopero di Lorenz e Jesse. Döme è sempre più ansioso perché Anna gli impedisce di vedere Luka negli orari stabiliti, convinto che la moglie voglia costringerlo a scegliere tra suo figlio e Michi. Quest'ultimo prova a metterci la faccia con gli animalisti, finendo però per agitarli ulteriormente. Angie si presenta a Urs come sua figlia. Katharina decide di essere sincera con Flo.
Con la scusa di assistere una mucca che sta partorendo, Sarah convince Lorenz a interrompere lo sciopero. Jesse inizia ad avere le contrazioni e viene accompagnata da Sarah e Lorenz in ospedale, preda di mille dubbi sulla capacità di essere madre. Michi ed Elodie infiltrano il loro collega Adam tra gli animalisti, inducendoli ad alzare il tiro delle proteste e liberare gli animali dalle stalle. Michi fa trovare sulla strada una mucca morta, procuratagli da Döme, che scredita completamente gli animalisti. Michi annuncia a Regula che quaranta cooperative di agricoltori hanno già aderito al programma Quality Plus, incassando il suo benestare. Sarah ha comprato ad Angie il tanto desiderato motorino. Jesse dà alla luce la figlia di Lorenz. Adam porta Michi in discoteca a festeggiare.

## Prole
- Titolo originale: Nachwuchs
- Diretto da: Christian Johannes Koch
- Scritto da: Rahel Grunder e Marianne Wendt

### Trama
Michi nasconde a Döme di aver avuto un'avventura con un ragazzo incontrato in discoteca. Neumatt entra a far parte della cooperativa, anche se Werner continua a non fidarsi dei Wyss. Thomas Peterhans suggerisce a Sarah di candidarsi insieme al consiglio direttivo, così da limitare l'influenza di Werner sulla cooperativa. L'arrivo della piccola Billie non ha placato l'astio di Jesse verso Lorenz, ancora stizzita per aver ceduto alla volontà di Michi e abbandonato i loro sogni. Morell si presenta nell'ufficio di Michi, sbandierandogli che è stato assunto da Mega Markt e spifferando a Elodie che Neumatt ha appena aderito alla cooperativa. Temendo che la collega possa tradirlo, Michi incarica Adam di tenerla d'occhio. Sarah origlia una conversazione telefonica di Angie con Urs, dove la figlia esprime il desiderio di incontrarlo ancora. Katharina ha iniziato a vendere conserve di cibo preparate da lei recuperando gli scarti del supermercato.
Venuto a sapere da Adam che Elodie sta andando da Werner, Michi lo implora di non dirle che Neumatt ha aderito al consorzio. Fortunatamente Werner gli regge il gioco, fingendo che non vorrebbe mai mettersi in affari con lui. Michi si arrabbia con Döme per averlo sorpreso mentre controllava il suo cellulare, rifiutandosi di portarlo alla cena della Swissplus. Contravvenendo alla preghiera di Sarah, Angie va a trovare Urs che vorrebbe intensificare i rapporti con la figlia appena incontrata. Dopo che la figlia si è rifiutata di obbedirle, preda di una forte rabbia Sarah le distrugge il motorino, al che Angie fugge da Katharina. Regula striglia i dipendenti a stare all'erta contro Morell, sotto la cui guida Mega Markt si sta espandendo. Lorenz mostra a Jesse la richiesta di conversione ecologica di Neumatt, che potranno presentare quando si sarà diplomata, dopodiché le chiede di sposarlo.

## Maschio alfa
- Titolo originale: Alphatier
- Diretto da: Christian Johannes Koch
- Scritto da: Luisa Ricar e Marianne Wendt

### Trama
Döme riceve la visita dell'assistente sociale che dovrà stabilire chi tra lui e Anna è più adatto al collocamento di Luka. Döme teme che un pregresso ricovero in psichiatria, successivo alla fine del matrimonio, giochi a suo sfavore. Sarah e Thomas sono eletti co-presidenti della cooperativa, mettendo Werner in minoranza. Sarah si sente dire da Angie che è lei la responsabile della loro situazione, non avendo il coraggio di dire alla figlia che è frutto della violenza di Urs. La politica aggressiva di Mega Markt costringe Swissplus a sprecare prodotto. Sempre più dispotica, Regula esige dai propri collaboratori un'immediata soluzione al problema, tornando a minacciare licenziamenti se non le verranno portate idee innovative. Michi rimpiange i tempi in cui e Joel trovavano sempre il modo di raggiungere i propri obiettivi. Mega Markt intensifica le misure di sicurezza sul container degli scarti da cui si approvvigiona Katharina. Costei cerca di convincere Morell ad accogliere la sua proposta di recuperare gli scarti, ma il manager la respinge sgarbatamente.
Michi ha la tanto agognata illuminazione. Attraverso un codice QR sui prodotti i consumatori potranno collegarsi a delle webcam che riprendono gli allevamenti in tempo reale, nel segno della massima trasparenza. Regula accoglie positivamente l'idea. Sarah rinfaccia a Katharina il denaro che ha accettato per coprire lo stupro di Urs. Siccome Angie ha ascoltato la loro conversazione, Katharina ritiene necessario che la nipote torni a Neumatt dalla madre. Katharina chiede a Michi di poter accedere agli scarti di Swissplus, non potendolo più fare a Mega Markt, ma anche il figlio le dice no. Werner si introduce di nascosto a Neumatt per piazzare un animale morto nella trebbiatrice. Michi aggredisce Urs per essersi presentato a Neumatt a comprarsi l'affetto di Angie con un motorino nuovo. Sarah dà manforte al fratello, colpendo Urs di spalle con una spranga e mandandolo in ospedale. Sopita la tentazione dell'ennesima scappatella, Michi si rifugia nel letto di Döme, deluso perché non ha passato la serata con lui e Luka.

## Madre Terra
- Titolo originale: Muttererde
- Diretto da: Sabine Boss
- Scritto da: Christian Schiller, Petra Biondina Volpe e Marianne Wendt

### Trama
Jesse si è brillantemente diplomata e Lorenz annuncia alla famiglia che si sposeranno. Urs è disposto a ritirare la denuncia, ma alla precisa condizione che Sarah smetta di dichiararsi stuprata. Michi e Döme sono ai ferri corti, avendo appurato che la diversità di orizzonti rischia di rappresentare un problema insormontabile. La novità dello streaming non si sta ripercuotendo sulle vendite di Swissplus e Regula non ha tempo di aspettare i risultati. Firmate le carte per cedere il comando di Neumatt a Jesse, Sarah si preoccupa di recuperare il rapporto con Angie, ormai in pianta stabile da Katharina. Con l'aiuto della madre, Sarah convince la figlia a tornare a casa. Döme tenta disperatamente di recuperare il rapporto con Michi, dicendosi finanche disposto a trasferirsi in città.
Sondata inutilmente la possibilità di un accordo con Morell, Michi chiede a Katharina di agire come sua informatrice tra le file del nemico. La madre gli presenta Sandy, una collega stanca delle vessazioni subite a Mega Markt. Sarah mette Urs di fronte al male che le ha arrecato, trovando finalmente sfogo a quel dolore tenuto tanto a lungo dentro di sé. Sentendosi rinata, Sarah concede ad Angie di poter frequentare liberamente suo padre, dopodiché fa dietrofront sulla gestione della fattoria perché ha deciso, con il beneplacito della figlia, di restare a Neumatt. Per Jesse è la goccia che fa traboccare il vaso, inducendola ad andarsene via da un posto in cui non sarà mai padrona di niente. Le mucche di Neumatt iniziano improvvisamente a morire e Michi ritiene Döme il colpevole.

## Macello
- Titolo originale: Schlachthof
- Diretto da: Christian Johannes Koch
- Scritto da: Marianne Wendt

### Trama
Non è Döme il responsabile dell'avvelenamento delle mucche. Il botulismo è stato causato dalla presenza di un animale morto che ha infettato il bestiame e Sarah ricorda di aver visto l'automobile di Werner aggirarsi nei paraggi. Regula ha convocato una riunione di emergenza e Michi chiede ad Adam di coprirlo, avendo ancora bisogno di tempo per realizzare il suo piano contro Morrel. Puntualmente Werner si presenta a Neumatt per avvertire i Wyss che, se non riusciranno a garantire il quantitativo minimo di latte, saranno esclusi dal consorzio. Spronato da Katharina a prendere in mano la sua vita, Lorenz accetta di accompagnare Jesse a vedere la fattoria nell'Emmental in cui si dovrebbero trasferire. Michi sfrutta la testimonianza di Sandy per costringere Morell a stipulare un accordo tra Swissplus e Mega Markt, avvertendolo che in caso di rifiuto ha numerosi altri dipendenti pronti a denunciarlo.
Thomas propone al consorzio un prestito di solidarietà per aiutare Neumatt fino alla ripresa delle consegne. Convinto da Katharina a non lasciare che il suo astio verso Michi rovini una fattoria, anche Werner vota a favore. Döme rivela a Elodie che Neumatt è socia di Quality Plus. La ragazza, i cui rapporti con Michi sono ormai deteriorati, minaccia di dirlo a Regula se non lo farà lui per primo. Michi vuole rassegnare le dimissioni, ma Regula le respinge, limitandosi a escludere la cooperativa in conflitto d'interesse e minacciando di rovinarlo se deciderà di lasciare Swissplus. Michi si vede costretto ad annunciare l'uscita di Neumatt dalla cooperativa, affinché la stessa possa restare in Quality Plus. Sarah e Lorenz, il quale nel frattempo ha deciso di restare a Neumatt, prendono male il tradimento di Michi e vogliono andare avanti senza di lui. Werner si dice invece ammirato dalla scelta di Michi, sottolineando che appartiene al loro mondo più di quanto immagini.
Mentre sta camminando sul ciglio della strada, deluso per aver vanamente tentato di ricucire con Elodie, Michi è prelevato da Döme che lo implora di tornare insieme. Davanti all'ennesimo rifiuto di Michi, Döme inizia a guidare ad alta velocità, fino a cappottare la macchina.